# زعیم چیفلیک
زعیم چیفلیک (به لاتین: Zaim Chiflik) یک منطقهٔ مسکونی در بلغارستان است که در شهرستان گوتسه دلچو واقع شده‌است. زعیم چیفلیک ۰ نفر جمعیت دارد و ۵۰۰ متر بالاتر از سطح دریا واقع شده‌است.